# La Souris hantée
Pour plus de détails, voir Fiche technique et Distribution.
La Souris hantée (Haunted Mouse) est un cartoon de Tom et Jerry réalisé par Chuck Jones et Maurice Noble, produit par la Metro-Goldwyn-Mayer sorti en 1965.

## Synopsis
Merlin, le cousin de Jerry, une souris qui lui ressemble beaucoup, mais qui porte un haut-de-forme noir, un nœud papillon, une cape et une canne, rend visite à Jerry. Sa canne est en fait une baguette magique et il soulève un panneau de clôture grâce à un sortilège.
Tom est dehors, posté devant la porte de Jerry, attendant que celui-ci sorte, lorsque le magicie gentleman le soulève grâce à un sort pour entrer. Il sonne à la porte et Jerry l'accueille avec une étreinte. Le mage claque alors des doigts et lève le sort sur Tom. Tom grimace, perplexe. Le chapeau du visiteur tombe de sa tête et un lapin en sort. Il lui ordonne de se réfugier dans le chapeau, et il saute sur le sol et se suspend au porte-manteau. Ses gants, acrobatiques, et sa robe, défilant tel un roi, se suspendent également sur commande.
Jerry prépare le dîner et se dirige vers le réfrigérateur pour chercher quelque chose à manger pour eux deux. Jerry fonce vers l'ascenseur du frigo. Il appuie sur un bouton et monte au troisième étage. Jerry met un radis dans son « chariot », puis Tom passe la tête dans le réfrigérateur. Sans s'en rendre compte, Jerry ramasse une olive et le nez de Tom, croyant qu'il s'agit d'un champignon. Tom remarque qu'il n'a plus de nez et s'approche de Jerry d'une main. Il attire son attention du doigt et lui montre son nez manquant comme pour dire : « Hum, j'aimerais bien récupérer mon nez si ça ne te dérange pas. » Jerry lui donne le navet et Tom le lui enfile. Il ne faut que quelques secondes à Tom pour comprendre que quelque chose ne va pas. Il se glisse à nouveau derrière Jerry, l'interpelle du doigt et lui montre le navet sur le nez. Jerry, réalisant son erreur, sourit et lui tend cette fois son nez. Tom lui attrape précipitamment le nez, effrayant Jerry et le forçant à s'enfuir dans l'ascenseur. Alors que Tom se réjouit du retour de son nez, Jerry le fait trébucher avec sa vitesse fulgurante. Tom tend le bras dans le trou de Jerry, mais attrape Merlin à la place. Tom rit comme un fou et ralentit progressivement. Le sorcier jette un sort hypnotique pour ouvrir la bouche de Tom et la maintenir ouverte, puis il pénètre dans le chat et libère toutes les souris, tous les oiseaux et le poisson que Tom a jamais mangés. Il remonte dans la paume de Tom et dissipe le sort. Tom libère la souris et tombe en arrière, effrayé ; puis il heurte le mur et une planche à repasser lui tombe dessus.
Jerry part chercher de la nourriture, mais Tom s'est faufilé dans la minuscule porte de l'ascenseur. Tom surgit et poursuit Jerry pendant une minute, puis s'enfuit brièvement, pensant qu'il s'agit de la « souris hantée ». Tom le regarde et en déduit qu'il ne s'agit pas de la souris hantée. Tom domine Jerry et le poursuit jusque dans son trou. Tom tend le bras dans le trou, mais il n'obtient que le chapeau de Merlin. Soudain, un lapin surgit et lui pince le nez. Tom l'attrape et le laisse tomber derrière lui, tandis qu'un deuxième lapin en sort et embrasse le nez du chat. Le troisième lapin tire les poils de Tom, et le quatrième objet qu'il sort est un marteau. Tom le tend aux lapins tout en secouant le chapeau pour tenter d'en extraire davantage. Puis il se retourne et le troisième lapin, debout sur les deux autres, utilise le marteau pour le frapper, WHAM. Il tombe au sol, sa bosse s'allongeant considérablement, avec un drapeau de reddition dessus. Finalement, Merlin serre la main de son cousin et claque des doigts; et « The End » apparaît dans plusieurs langues avant de montrer la dernière en anglais.

## Musique
- Eugene Poddany